# Citronellolja
Citronellolja, eller gräsolja, Oleum graminis indici, är en eterisk olja som framställs ur tre ostindiska gräsarter, Andropogon nardus, Andropogon citratus och Andropogon schoenanthus. Egentligen är det tre olika oljor nämligen citronellolja, citrongräsolja och geraniumolja. Alla tre har en utsökt doft och kan betecknas som en blandning av citron- och rosenolja. De olika oljorna kan skiljas på sin skilda färg och de indelas i två typer, Ceylontyp (CAS nr 89998-15-2) och Javatyp (CAS: 91771-61-8).

## Användning
Oljorna är mycket eftersökta i olika delar av Indien, Sri Lanka och Sydostasien. De används vid tillverkning av parfym och tvål. Geraniumolja används också för framställning av geraniol.
Citronellolja är också känt som växtbaserat myggmedel, och har registrerats för denna användning i USA sedan 1948. Forskning visar också att citronellolja har starka svampdödande egenskaper, och är effektiva som medel för att lugna skällande hundar.